# Zoran Ogrinc
Zoran Ogrinc, slovenski slikar, * 1956, Maribor.
Leta 1980 je diplomiral na Pedagoški akademiji v Ljubljani. Grafično se je izpopolnjeval pri prof. Walterju Domnu na Center de Recerca Graphica v Barceloni leta 1987. V Društvo likovnih umetnikov Slovenije je bil sprejet leta 1986 in je član Društva likovnih umetnikov Maribor.Aktivno razstavlja od leta 1984. Med pomembnejšimi skupinskimi selektivnimi razstavami je razstavljal v Moderni galeriji Rijeka- Biennale mladih ,1982, Jakopičev paviljon- Ljubljana- Mladi slovenski umetniki rojeni po letu 1945, Umetnostna galerija Celje, Kunsthalle - Feldbach...  V  DLUM je v letih 2004 in 2006 vodil projekt Povezave-Connections, na katerem je sodelovalo preko 300 umetnikov iz 27 držav.
Samostojno se je predstavil na 70 razstavah ter sodeloval na preko 250 skupinskih razstavah doma in v tujini. Za svoje slikarsko in grafično delo je prejel 19 nagrad, med drugimi leta 1998 Nagrado Umetniškega sveta Društva likovnih umetnikov Maribor, leta 2016 Nagrada ZDSLU na Mednarodnem bienalu akvarela v Ajdovščini. Je predsednik Kulturnega društva Jože Tisnikar iz Mislinja, kjer je združenih preko sto umetnikov iz Slovenije in tujine. Trenutno živi in ustvarja v Slovenj Gradcu.